# Къде покриха Морган?
„Къде покриха Морган?“ (на английски: Did You Hear About the Morgans?) е американски романтично-комедиен трилър от 2009 г., написан и режисиран от Марк Лорънс. Във филма участват Хю Грант, Сара Джесика Паркър, Сам Елиът, Мери Стийнбъргън, Елизабет Мос, Майкъл Кели и Уилфърд Бримли.